# Віталій Градюк

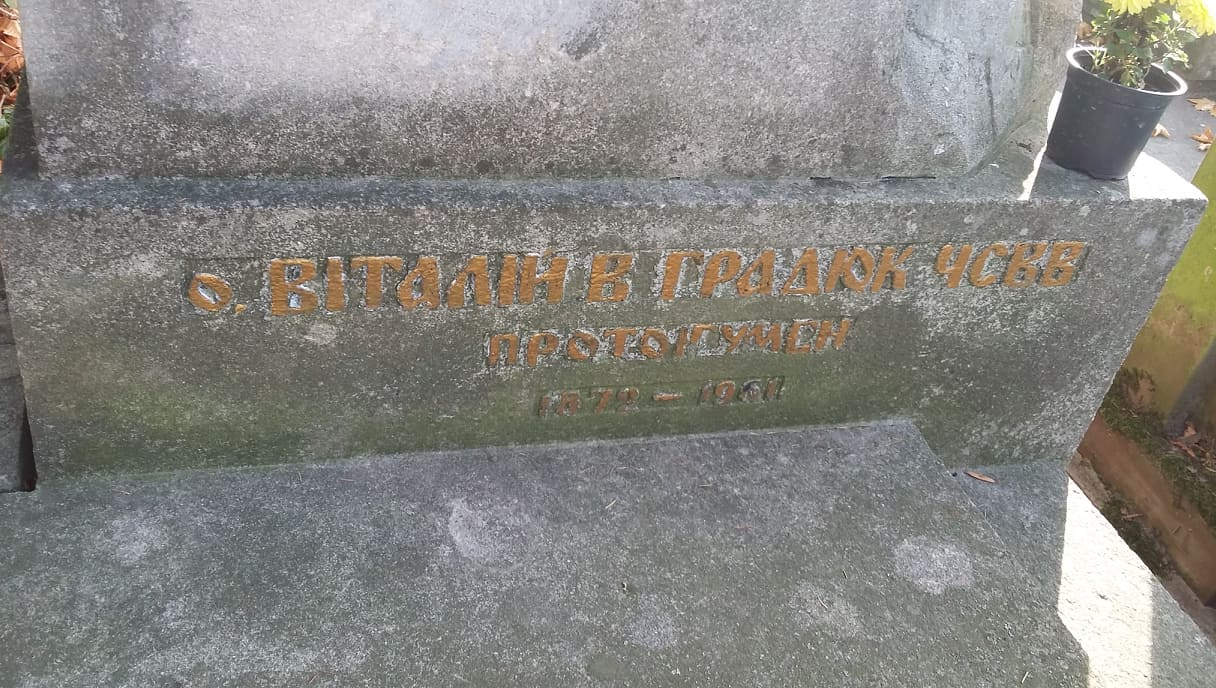

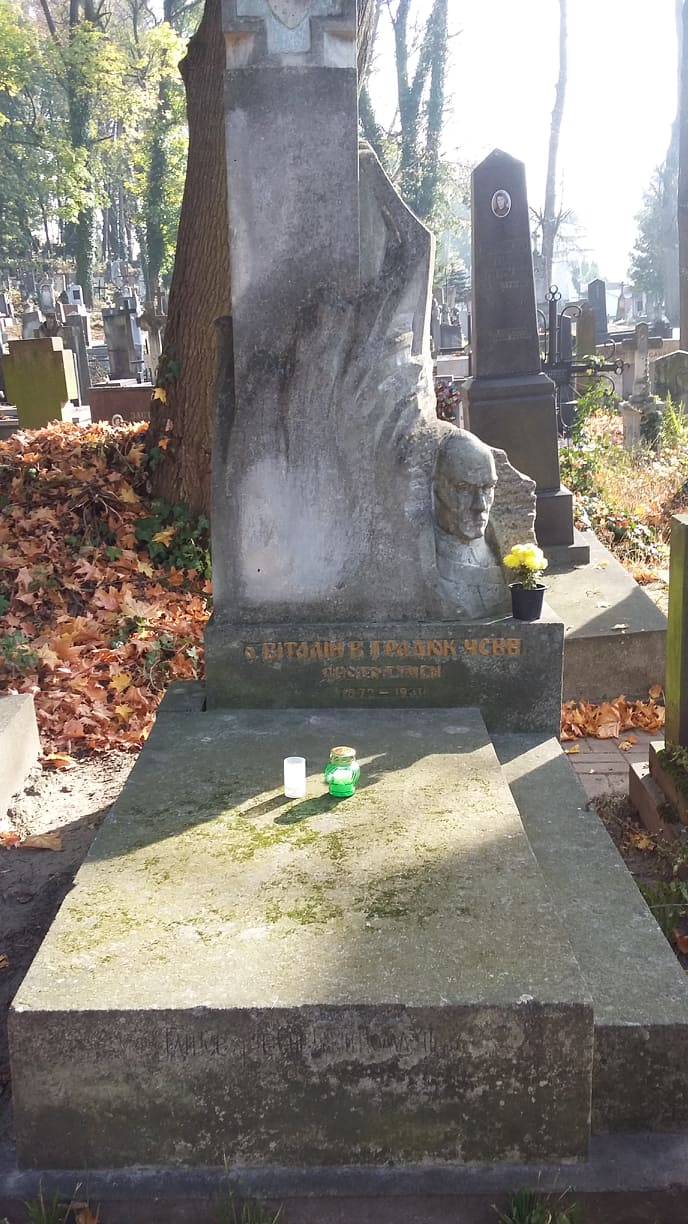
Могила о.Віталія Градюка знаходиться на 21 полі Личаківського кладовища у м. Львові

Отець Віта́лій Градю́к, хресне ім'я Володи́мир, також Градю́к Володи́мир Па́влович (16 липня 1872, Кристинопіль — 30 серпня 1961, Львів) — український церковний діяч, священник Чину Святого Василія Великого, настоятель кількох монастирів у Галичині, перший радник, прокуратор (економ) і довголітній протоігумен Галицької провінції Найсвятішого Спасителя оо. Василіян (1935–1961).

## Життєпис
Вивчав богослов'я у Львові, Кристинополі та Кракові, висвячений у 1898 р., деякий час душпастирював у Жовкві.
У 1901–1914 рр. був ігуменом у Лаврові, де побудував новий монастир.
Після окупації Галичини російськими військами у 1914 р. заарештований і на три роки засланий царською владою до Росії в Казань.
Відбувши заслання, повернувся до Львова у 1918 р. й очолив новіціят у Крехові.
З 1920 до 1926 рр. — провінційний прокуратор (економ) Галицької провінції ЧСВВ.
У 1926–1935 рр. — настоятель монастиря у Жовкві.
У 1935 р. став протоігуменом Галицької провінції ЧСВВ, яку очолював аж до смерті в 1961 р.
У 1945 р. заарештований, засуджений на 10 років таборів.
Після звільнення у 1954 р. важко хворий Градюк повернувся до Львова, де й помер 30 серпня 1961. Він похований у Львові на 21-ому полі Личаківського цвинтаря.

## У таборах
Ув'язнення відбував у Краснодарському краї. Зустрічався з митрополитом Йосифом Сліпим та єп. Миколаєм Чарнецьким у таборі Печора і був разом з ним на етапі з Печори в Інту.